# 함희
함희(咸熙)는 중국 조위(曹魏) 원제(元帝)의 두 번째 연호이자 조위의 마지막 연호이다. 264년 5월에서 265년 12월까지 1년 8개월 동안 사용하였다. 265년 12월, 원제는 사마염(司馬炎)에게 선위하고 황제에서 물러났으며 이로써 진(晉)나라가 건국되고 위나라는 멸망하였다.
같은 시기에 사용된 다른 연호로는 오(吳)에서 사용한 영안(永安 : 258년 ~ 264년), 원흥(元興 : 264년 ~ 265년), 감로(甘露 : 265년 ~ 266년)가 있다.

## 개원
경원(景元) 5년 5월 15일(264년 6월 26일)에 연호를 함희(咸熙)로 개원함.

## 연대대조표
| 함희                | 원년                           | 2년                 |
| 서력                | 264년                          | 265년               |
| 육십간지 (六十干支) | 갑신(甲申)                     | 을유(乙酉)          |
| 오(吳)              | 영안(永安) 7년 원흥(元興) 원년 | 2년 감로(甘露) 원년 |
| 서진 (西晉)         | -                              | 태시(泰始) 원년     |

## 삭일(1일)
| 함희 원년 (264년) | 1월             | 2월             | 3월             | 4월             | 5월             | 6월             | 7월             | 8월             | 9월             | 10월            | 11월            | 12월            |                 |
| ----------------- | --------------- | --------------- | --------------- | --------------- | --------------- | --------------- | --------------- | --------------- | --------------- | --------------- | --------------- | --------------- | --------------- |
| 삭일(음력)        | 임술일 (壬戌日) | 신묘일 (辛卯日) | 신유일 (辛酉日) | 경인일 (庚寅日) | 경신일 (庚申日) | 기축일 (己丑日) | 기미일 (己未日) | 무자일 (戊子日) | 무오일 (戊午日) | 정해일 (丁亥日) | 정사일 (丁巳日) | 병술일 (丙戌日) |                 |
| 율리우스력        | 264년 2월 15일  | 3월 15일        | 4월 14일        | 5월 13일        | 6월 12일        | 7월 11일        | 8월 10일        | 9월 8일         | 10월 8일        | 11월 6일        | 12월 6일        | 265년 1월 4일   |                 |
| 함희 2년 (265년)  | 1월             | 2월             | 3월             | 4월             | 5월             | 6월             | 7월             | 8월             | 9월             | 10월            | 11월            | 윤11월          | 12월            |
| 삭일(음력)        | 병진일 (丙辰日) | 병술일 (丙戌日) | 을묘일 (乙卯日) | 을유일 (乙酉日) | 갑인일 (甲寅日) | 갑신일 (甲申日) | 계축일 (癸丑日) | 계미일 (癸未日) | 임자일 (壬子日) | 임오일 (壬午日) | 신해일 (辛亥日) | 신사일 (辛巳日) | 경술일 (庚戌日) |
| 율리우스력        | 265년 2월 3일   | 3월 5일         | 4월 3일         | 5월 3일         | 6월 1일         | 7월 1일         | 7월 30일        | 8월 29일        | 9월 27일        | 10월 27일       | 11월 25일       | 12월 25일       | 266년 1월 23일  |

## 같이 보기
- 중국의 연호